# .name

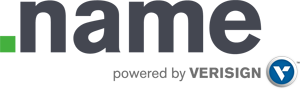
.name logo

A .name egy internetes legfelső szintű tartomány kód, melyet 2001-ben hoztak létre, természetes személyek nevének (pl. john.doe.name) regisztrációjára.